# Escuela Torii

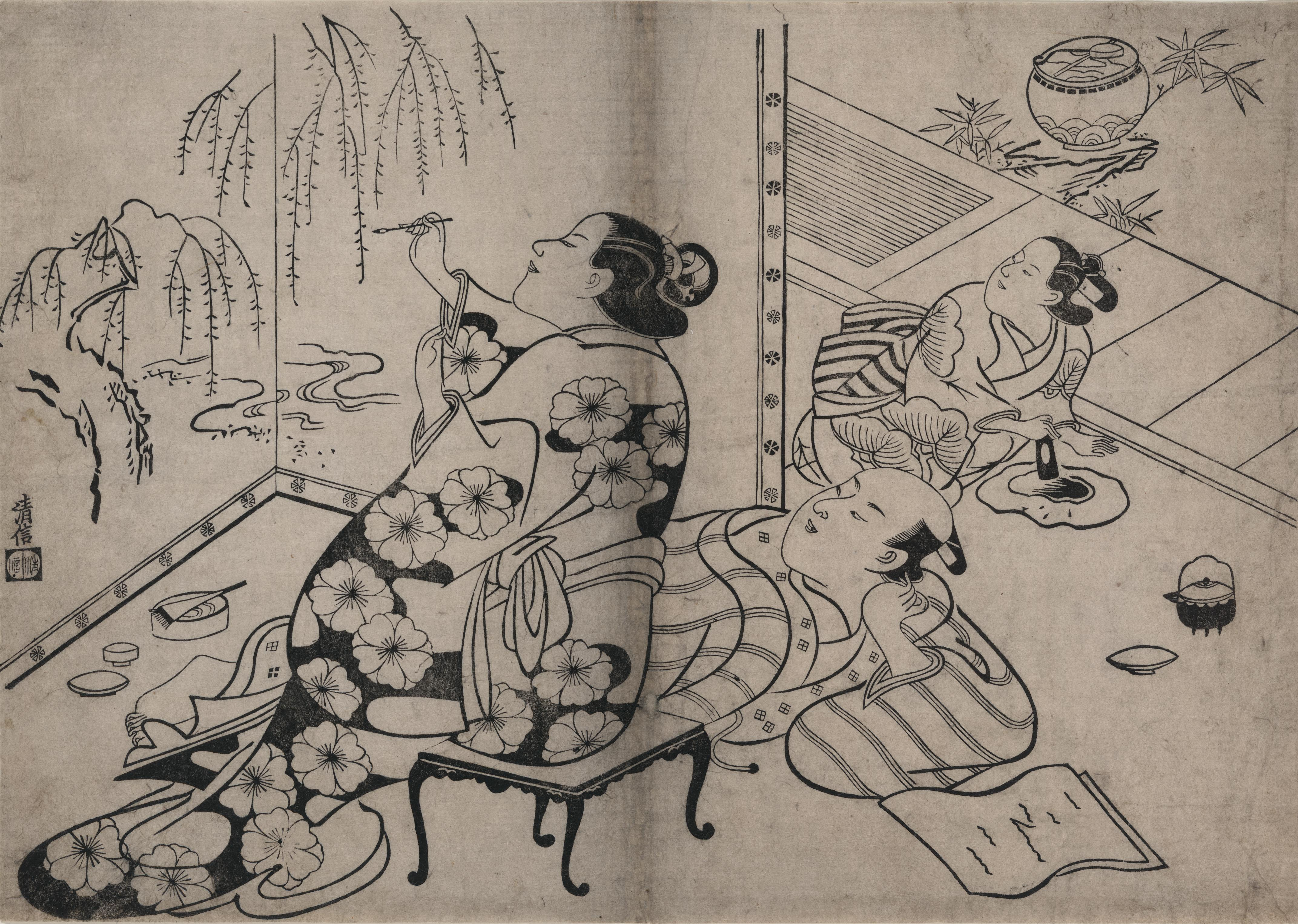
Torii Kiyonobu - Cortesana pintando una cortina.

La escuela Torii (鳥居派 Torii-ha?) fue una escuela de pintura e impresiones de ukiyo-e fundada durante el Periodo Edo. La escuela era la principal productora de carteles y material promocionar del teatro kabuki, trabajos que ayudaron al desarrollo de las técnicas de ukiyo-e. El estilo Torii fue uno de los más que influenció en las composiciones que mostraban a actores y escenas kabuki durante un largo periodo del siglo XVIII. 
El entusiasmo por los retratos de los autores, alentado por los impresores de la escuela de Torii a partir de la fundación de la misma por parte de Kiyonobu alrededor del año 1710 aceleró sin duda el desarrollo de la imprenta a color. La combinación del genio de los artistas, grabadores e impresores del Ukiyo-e hizo evolucionar y perfeccionó el uso de los bloques de color múltiple. Hacia mediados del siglo, con el ocaso de la preponderancia de Torii Kiyomitsu, sucesor de Kiyonobu, parecía que la escuela estaba cayendo en el olvido, ya que Harunobu, su máximo exponente por derecho propio, comenzó a despreciar la escena teatral, arrebatado por visiones de refinación etérea. Sin embargo, cuando más se lo necesitaba, surgió un profeta en la persona de Shunsho, el pintor y discípulo de Shunsui y maestro de Hokusai, de manera que así se completó la transformación iniciada por Harunobu.  
Los grandes vástagos de las escuelas rivales del Ukiyo-e, la de impresión y la pictórica, se adentraron en terrenos de sus oponentes y salvaron las distancias  que suponían una amenaza contra la homogeneidad de la Escuela Popular. Ambas ramas coincidían en el uso de los bloques de color múltiple, si bien Shunsho siguió con los experimentos con el colorido de Harunobu, modificando sus diseños de actores con escenas domésticas e ilustraciones de libros, mientras el propio Harunobu rehusaba a retratar la vida de los escenarios, y su discípulo y sucesor Koryusai siguió su camino en cuanto a esta determinación. 
Sin embargo, aún hoy, algunos carteles kabuki continúan siendo pintados por miembros de la familia de Torii.
El fundador de la escuela fue Torii Kiyonobu, al que siguieron Torii Kiyonobu II, Torii Kiyomasu, Torii Kiyoshige, Torii Kiyomitsu, Torii Kiyonaga, Torii Kiyotsune, Torii Kotondo, etc.